# Keiwy-Hochland
Das Keiwy-Hochland (russisch Возвышенность Кейвы" „Hochland Keiwy“) ist ein Hochland auf der Halbinsel Kola in der Oblast Murmansk in Russland. Die etwa 200 km lange Hügelkette verläuft östlich des Sees Lowosero in Ost-West-Richtung. Der höchste Punkt, 398 m über dem Meeresspiegel, bildet der Berg Jagelurta. 
Das Keiwy-Hochland bildet eine Wasserscheide zwischen den Flusssystemen von Ponoi im Süden und Iokanga im Norden. Beide Flusssysteme entwässern das Gebiet nach Osten hin. Auf der Nordseite des Keiwy-Hochlands haben die Flüsse Suchaja und Iokanga ihren Ursprung, auf der Südseite die Flüsse Ponoi, Ljabjaschi und Lossinga.   
Das Gebirge ist durch zahlreiche Schluchten und tiefe Täler gekennzeichnet. Die Anhöhen sind mit Flechten bewachsen und werden traditionell als Weidegründe für Rentiere genutzt. 
Die Große Sowjetische Enzyklopädie führt den Ortsnamen Keiwy auf finnisch kivi „Stein“ zurück. Laut T. I. Itkonens Wörterbuch des Kolta- und Kolalappischen stammt der Name aus dem Tersamischen – der Sprache der samischen Urbevölkerung des Gebietes, auf dem das Hochland liegt. Itkonen identifiziert zwei möglicherweise zugrundeliegende Appellativa in den Bedeutungen „in einen Bogen krumm gewachsenes Holz (wie ein Griff an der Tür)“ oder „wilde Rentierkuh“.